# Grijze berk
De grijze berk (Betula populifolia) of populierbladige berk is een boom uit de berkenfamilie (Betulaceae). De soort komt niet van nature voor in West-Europa, maar wordt hier wel aangeplant.
De boom wordt zelden hoger dan 10 m. De kroon is onregelmatig gevormd. Vaak is er meer dan één stam.
De dubbelgetande bladeren zijn driehoekig en lopen in een scherpe punt uit.
De bast is op jonge stammen roodbruin met talrijke lichte plekken. Later wordt de bast grijs tot wit. De bast blijft vaak glad en bladdert meestal niet af.
Een cultivar is Betula populifolia 'Purpurea'.

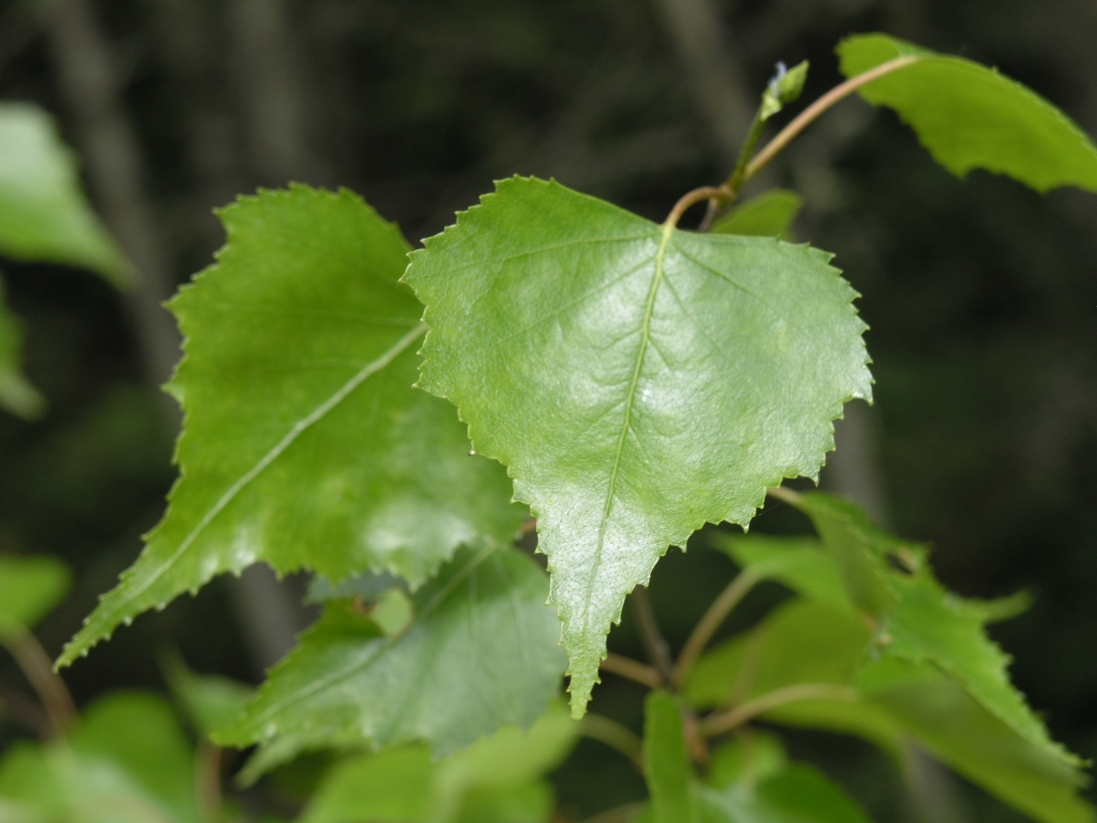
bladeren
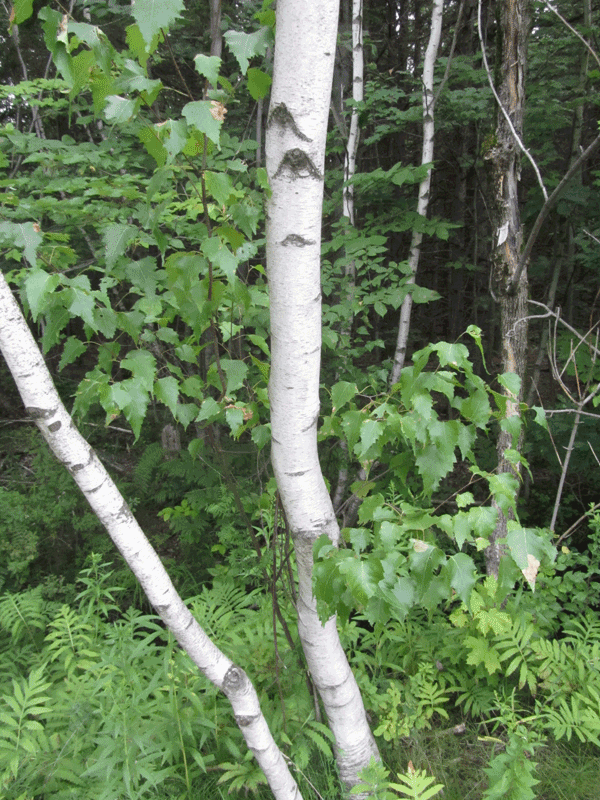
stam en takken met bladeren

... · 
B. albosinensis (Chinese berk) · 
B. ermanii (Goudberk) · 
B. fruticosa  · 
B. humilis  · 
B. lenta (Suikerberk) · 
B. maximowicziana (Grootbladige berk) · 
B. medwediewii (Transkaukasische berk) · 
B. nana (Dwergberk) · 
B. nigra (Rode berk) ·  
B. papyrifera (Papierberk) · 
B. paraermanii · 
B. pendula (Ruwe berk) · 
B. platyphylla (Aziatische berk) · 
B. populifolia (Grijze berk) · 
B. pubescens (Zachte berk) · 
B. utilis (Witte Himalayaberk) · 
...